# Kópavogur
Koordinati:   64°06′41″N, 21°54′20″W
Kópavogur je drugo največje mesto na Islandiji.
Kópavogur, ki ima 29.976 prebivalcev (popis 1. januar 2009) leži na jugozahodni obali otoka oddaljen okoli 7 km od glavnega mesta v zalivu Faxaflói in skupaj s sosednjim mestom 
Hafnarfjörðurjem tvori južno predmestje Reykjavíka.